# MIKU
MIKU（みく、1981年6月26日 - ）は、日本の女性元総合格闘家。富山県富山市出身。関西外国語短期大学卒業。元DEEP女子ライト級王者。

## 来歴
2004年9月4日のCROSS SECTIONで石山絵里相手に総合格闘技デビュー。9月20日には全日本アマチュア修斗選手権の女子フライ級（52kg）で優勝。
2004年10月24日、clubDEEP 富山で瀧本美咲に腕ひしぎ十字固めで一本負け。
2005年12月17日、G-SHOOTO JAPAN 03で瀧本美咲に腕ひしぎ十字固めで一本負け。
2006年7月21日のMARSではカリーナ・ダムに反則行為であるグローブを掴まれながら腕ひしぎ十字固めを極められ敗戦を喫したが、1か月後の8月26日に再戦が行われ、雪辱を果たした。
柔術では2005年11月の全日本ブラジリアン柔術オープントーナメントの女子青帯アブソリュート級で優勝。2006年6月4日のプロ柔術では茂木康子から一本勝ちを収め、その実績が認められ紫帯に昇格。10月29日のブラジリアン柔術アジア大会では女子紫帯プルーマ級に出場、決勝で再び茂木を下しアジア王者となった。
2006年9月15日、SMACKGIRL初出場となったSMACKGIRL 2006 〜群女割拠〜でリサ・ワードにアームロックで一本負け。
2007年2月4日にJ-NETWORKのJ-GIRLS認定初代フライ級王座決定トーナメントに出場。キックボクシングデビュー戦となった1回戦で大浜芳美に開始22秒でKO勝ちしたが、3月31日の準決勝では田中佑季に判定負けを喫した。
2007年5月13日、clubDEEP 富山でハム・ソヒに三角絞めで一本勝ち。
2007年6月16日、club DEEP 東京で、ここまで2戦2敗だった瀧本美咲とDEEP女子ライト級王座挑戦者決定戦を行い、腕ひしぎ十字固めで一本勝ち。
2007年8月5日、DEEP後楽園ホール大会でDEEP女子ライト級（48kg）王者の渡辺久江に挑戦。2-0の判定で下し、王座の獲得に成功した。
2008年8月17日、DEEP 37 IMPACTのDEEP女子ライト級タイトルマッチで実に4度目の対戦となった瀧本美咲相手に、壮絶な打撃戦の末、左ミドルキックでKO勝ちし王座の初防衛に成功した。
2008年11月24日、SHOOT BOXING WORLD TOURNAMENT S-cup 2008にてシュートボクシングルールでレーナと対戦し判定勝ち。
2009年6月28日、DEEP TOYAMA IMPACTで行われたDEEP女子ライト級（48kg）タイトルマッチで挑戦者のリサ・ワードと2年9か月ぶりに再戦し、腕ひしぎ十字固めで前回の雪辱を果たし、2度目の王座防衛に成功した
。
2010年2月28日のDEEP後楽園ホール大会で現役を引退することを発表。4月17日のDEEP 47 IMPACTで引退セレモニーと、藤井惠相手のエキシビションマッチを行った。

## 戦績

### 総合格闘技
| 総合格闘技 戦績 | 総合格闘技 戦績 | 総合格闘技 戦績 | 総合格闘技 戦績 | 総合格闘技 戦績 | 総合格闘技 戦績 | 総合格闘技 戦績 |
| --------------- | --------------- | --------------- | --------------- | --------------- | --------------- | --------------- |
| 27 試合         | (T)KO           | 一本            | 判定            | その他          | 引き分け        | 無効試合        |
| 23 勝           | 3               | 14              | 6               | 0               | 0               | 0               |
| 4 敗            | 0               | 4               | 0               | 0               | 0               | 0               |

| 勝敗 | 対戦相手                       | 試合結果                               | 大会名                                                | 開催年月日     |
| ○    | WINDY智美                      | 5分2R終了 判定3-0                      | DEEP 44 IMPACT                                        | 2009年10月10日 |
| ○    | リサ・ワード                   | 3R 2:53 腕ひしぎ十字固め               | DEEP TOYAMA IMPACT 【DEEP女子ライト級タイトルマッチ】 | 2009年6月28日  |
| ○    | ニックダリ・キャラノック       | 1R 0:21 TKO（膝蹴り）                  | DEEP 41 IMPACT                                        | 2009年4月16日  |
| ○    | 篠原光                         | 1R 1:00 腕ひしぎ十字固め               | DEEP PROTECT IMPACT 2008                              | 2008年12月22日 |
| ○    | 瀧本美咲                       | 2R 4:40 KO（左ミドルキック）           | DEEP 37 IMPACT 【DEEP女子ライト級タイトルマッチ】     | 2008年8月17日  |
| ○    | ウェントーン・サックルンルアン | 1R 0:43 腕ひしぎ十字固め               | DEEP PROTECT IMPACT in OSAKA                          | 2007年12月22日 |
| ○    | 関友紀子                       | 1R 1:07 チキンウィングアームロック     | club DEEP 金沢 -野武士あばれ祭1-                      | 2007年12月9日  |
| ○    | 吉田正子                       | 1R 3:23 腕ひしぎ十字固め               | club DEEP in Zepp Sendai                              | 2007年10月28日 |
| ○    | 渡辺久江                       | 5分2R終了 判定2-0                      | DEEP 31 IMPACT 【DEEP女子ライト級タイトルマッチ】     | 2007年8月5日   |
| ○    | 瀧本美咲                       | 1R 4:32 腕ひしぎ十字固め               | club DEEP 東京                                        | 2007年6月16日  |
| ○    | ハム・ソヒ                     | 2R 3:44 三角絞め                       | clubDEEP 富山 -野蛮人祭り6-                           | 2007年5月13日  |
| ○    | せり                           | 1R 3:17 腕ひしぎ十字固め               | clubDEEP 富山 -野蛮人祭り5-                           | 2006年11月19日 |
| ×    | リサ・ワード                   | 1R 3:04 スカーフホールド・アームロック | SMACKGIRL 2006 〜群女割拠〜                           | 2006年9月15日  |
| ○    | カリーナ・ダム                 | 5分2R終了 判定3-0                      | MARS in 両国国技館 〜NEW DEAL〜                       | 2006年8月26日  |
| ×    | カリーナ・ダム                 | 2R 1:17 腕ひしぎ十字固め               | MARS ATTACK 01                                        | 2006年7月21日  |
| ○    | 大久保弥生                     | 1R 0:53 腕ひしぎ十字固め               | clubDEEP 富山 -野蛮人祭り4-                           | 2006年6月18日  |
| ○    | 古舘由紀                       | 1R 2:52 チョークスリーパー             | DEEP 23 IMPACT                                        | 2006年2月5日   |
| ×    | 瀧本美咲                       | 1R 3:08 腕ひしぎ十字固め               | G-SHOOTO JAPAN 03                                     | 2005年12月17日 |
| ○    | 金子和美                       | 1R 0:18 TKO                            | clubDEEP 富山 -野蛮人祭り3-                           | 2005年10月30日 |
| ○    | 井上明子                       | 5分2R終了 判定3-0                      | G-SHOOTO Plus 03                                      | 2005年9月16日  |
| ○    | 安才梓                         | 1R 0:33 腕ひしぎ十字固め               | W-FACE                                                | 2005年7月29日  |
| ○    | 篠原光                         | 1R 1:44 腕ひしぎ十字固め               | clubDEEP 富山 -野蛮人祭り2-                           | 2005年5月15日  |
| ○    | ジェット・イズミ               | 5分2R終了 判定3-0                      | G-SHOOTO JAPAN 02                                     | 2005年3月12日  |
| ○    | バッカス羽鳥                   | 1R 2:38 腕ひしぎ十字固め               | 総合格闘技イリュージョン HEAT 1st.                    | 2005年2月6日   |
| ○    | 高橋ちひろ                     | 1R 3:48 腕ひしぎ十字固め               | G-SHOOTO JAPAN 〜始動〜                               | 2004年11月26日 |
| ×    | 瀧本美咲                       | 1R 4:45 腕ひしぎ十字固め               | clubDEEP 富山 -野蛮人祭り1-                           | 2004年10月24日 |
| ○    | 石山絵里                       | 5分2R終了 判定3-0                      | CROSS SECTION                                         | 2004年9月4日   |

### キックボクシング
| 勝敗 | 対戦相手 | 試合結果             | 大会名                                                                                    | 開催年月日     |
| ○    | 富田美里 | 1R 1:01 KO（膝蹴り） | SHOOT BOXING『武志道-bushido-其の壱』                                                     | 2009年2月11日  |
| ○    | レーナ   | 2分3R終了 判定3-0    | SHOOT BOXING WORLD TOURNAMENT S-cup 2008                                                  | 2008年11月24日 |
| △    | レーナ   | 3分2R終了 判定0-1    | club DEEP 富山 -野蛮人祭り7-【DEEPキックルール】                                          | 2008年6月1日   |
| ×    | 田中佑季 | 3分3R終了 判定1-2    | J-NETWORK「女祭り 2nd round」 【J-GIRLS認定初代フライ級王座決定トーナメント 準決勝】      | 2007年3月31日  |
| ○    | 大浜芳美 | 1R 0:22 KO（膝蹴り） | J-NETWORK「2007年『女祭り』開幕戦」 【J-GIRLS認定初代フライ級王座決定トーナメント 1回戦】 | 2007年2月4日   |

### グラップリング
| 勝敗 | 対戦相手     | 試合結果                 | 大会名                                          | 開催年月日    |
| ○    | V一          | 4分2R終了 ポイント10-4   | DEEP X 03                                       | 2008年7月5日  |
| ○    | 海老原まどか | 1R 3:28 腕ひしぎ十字固め | G-SHOOTO JAPAN 05                               | 2006年5月6日  |
| ○    | 内藤晶子     | 2R 0:17 腕ひしぎ十字固め | SMACKGIRL 2006 〜女王凱旋〜                     | 2006年4月22日 |
| △    | 服部愛子     | 4分2R終了 判定1-0        | DEEP HERO 1 〜格闘フェスタ2005 in Zepp Nagoya〜 | 2005年4月17日 |

## 獲得タイトル
- 第2代DEEP女子ライト級王座
- 全日本ブラジリアン柔術オープントーナメント 女子青帯アブソリュート級 優勝